# 気太十千代
気太 十千代（けた の とちよ、生没年不詳）は、奈良時代の女官。気多十千代・気太命婦とも表記される。姓は無姓のち公。位階は正五位上。

## 出自
気多氏は大己貴神の後裔で、但馬・因幡・遠江・能登の各国にある気多（気太）の地名はこの氏族の名を由来とすると説がある。なお、十千代は気多神社（能登国羽咋郡）の社家出身と推察され。この場合は女孺だったと思われる。また采女出身とすると、但馬国気多郡の貢進と推定される。

## 経歴
『正倉院文書』に「気多（気太）命婦」とも記されている。
天平17年（745年）1月、正六位下から外従五位下に叙される。同19年（747年）10月、聖武天皇により公（きみ）姓を賜与される。
正倉院宝物である天平勝宝4年（752年）4月の大仏開眼会の献納物の紙箋3枚のうちに「気多十千代献」の墨書があり、同5年（753年）9月、「気太命婦」の名で『理趣経』書写のために紅紙を納めている。当時、藤原宮子・聖武太上天皇が相次いで没し、光明皇太后や孝謙天皇は願経、供養経の書写に明け暮れたため、命婦たちが使役されたことが窺われる。
天平宝字4年（760年）5月、従五位上から正五位上に昇叙される。

## 官歴
『続日本紀』による
- 時期不詳：正六位下
- 天平17年（745年）正月7日：外従五位下
- 天平19年（747年）10月13日：公姓賜与
- 天平宝字4年（760年）5月3日：正五位上